# Lipoproteïna de baixa densitat
Les lipoproteïnes de baixa densitat o LBD, conegudes també popularment com a «colesterol dolent» o de vegades per l'acrònim anglès LDL (de low density lipoprotein), són macromolècules circulants derivades del processament lipolític de les lipoproteïnes de molt baixa densitat per acció de diverses lipases extracel·lulars, principalment la lipasa lipoproteïca. Són un tipus de lipoproteïnes. Contenen prop del 70 per cent del colesterol del sèrum i afavoreixen els trastorns cardiovasculars.
Actualment no està clara la seva funció, ja que, al contrari del que comunament es pensa, no transporten el colesterol del fetge per a la seva eliminació final de la circulació sanguínea.
Un excés de LBD pot donar lloc a una placa d'ateroma, que bloqueja parcialment o totalment una artèria i causar així una isquèmia, o bé desprendre's de cop en forma de trombosi i bloquejar una altra artèria, cosa que pot causar un infart de miocardi o un infart cerebral. Segons l'entitat estatunidenca American Heart Association (AHA), els valors òptims de colesterol d'LBD (o colesterol "dolent"), en un adult home, haurien d'estar per sota dels 100 mg/dl o de 2,6 mmol/l. Si la persona no pateix diabetis mellitus ni malalties coronàries, aquesta quantitat passa a ser de 130 mg/dl, si té almenys dos factors de risc (per exemple, tabaquisme, hipertensió arterial o diabetis mellitus) i de 160 mg/dl en cas que en tingui un o cap. Si no és suficient, aquesta dieta es pot ajudar, però no reemplaçar per fàrmacs. Una persona que hagi patit un infart o una angina de pit hauria de tenir un nivell a la sang d'LBD inferior a 90 mg/dl, i en alguns casos el metge li pot recomanar que no superi els 70 mg/dl.

## Estructura bioquímica
La determinació de l'estructura de les LBD no ha estat una feina fàcil ja que la seva estructura és molt heterogènia. Cada partícula de LBD conté un nombre variable i canviant de molècules d'àcids grassos, així doncs no hem d'entendre-les com a còpies exactes les unes de les altres. Hi ha una distribució variable de partícules de LBD en massa i mida. La visualització de l'estructura de les LBD a la temperatura del cos humà en la seva condició nativa ha estat possible utilitzant criomicroscopia electrònica, la resolució obtinguda ha estat d'uns 16 àngstroms. S'ha determinat que cada partícula mesura aproximadament 22-27,5 nm de diàmetre i té una massa d'uns 3 milions de Daltons.
Cada partícula de LBD permet l'emulsificació, és a dir, permet que els greixos que s'estan transportant es desplacin pel nostre cos en un medi aquàtic. Per aconseguir-ho, envolta el greix de manera que la part hidrofílica de la partícula queda exposada a l'exterior mentre que la interior hi trobem la part hidrofòbica.
Cada partícula conté una única molècula d'apoliproteïna B-100 (anomenada Apo B-100, una proteïna que conté 4536 residus d'aminoàcid i una massa de 514 kDa), juntament amb 80-100 proteïnes auxiliars. El centre hidròfob conté un àcid gras poliinsaturat conegut amb el nom de linoleat i centenars o milers de molècules de colesterol, tant esterificades com no esterificades (aproximadament hi ha una mitjana de 1500 molècules). Aquest nucli també conté un nombre variable de triglicèrids i altres greixos.

## Fisiologia
Les partícules de LBD es generen quan els triglicèrids són eliminats de les partícules lipoproteïnes de molt baixa densitat (LMBD) mitjançant l'enzim lipoproteïna lipasa (LPL).
Quan la LPL actua sobre les partícules LMBD, genera partícules més petites que contenen una proporció més alta d'èsters de colesterol.

### Transport a la cèl·lula
Quan una cèl·lula requereix més colesterol (més enllà de la seva via interna de producció mitjançant la HMG-CoA reductasa), sintetitza receptors LBD i PCSK9 (una proteïna que marca els receptors LBD per la seva degradació actuant així com una retroalimentació negativa). Un cop sintetitzats, els receptors LBD s'insereixen en la membrana plasmàtica i es difonen lliurement fins que s'associen a uns punts concrets de la membrana amb una alta densitat de molècules de clatrina. Quan una partícula lliure de LBD que es troba al torrent sanguini s'uneix a una cèl·lula que hagi expressat receptors de LBD, aquestes zones recobertes de clatrina són transferides a l'interior de la cèl·lula mitjançant l'endocitosi.
Les vesícules que contenen receptors de LBD lligades a la LBD es lliuren a l'endosoma. En presència de pH baix, com el que es troba en l'endosoma, els receptors de LBD pateixen un canvi de conformació, alliberant la LBD. Un cop alliberada, la LDB s'envia al lisosoma on els èsters de colesterol són hidrolitzats. Els receptors de LBD són retornats a la membrana plasmàtica, on es repeteix el cicle. Aquest cicle es reproduiria indefinidament a menys que el receptor de LBD s'uneixi a PCSK9. Si això passa, els receptors són redirigits cap al lisosoma, on són degradats.

## Determinació
El perfil lipídic no mesura partícules de LDL. Només els estima utilitzant l'equació de Friedewald
restant la quantitat de colesterol associada a altres partícules, com ara HDL i VLDL, suposant un estat de dejuni prolongat, etc.:
{\displaystyle L\approx C-H-kT}
on H és colesterol HDL, L és colesterol LDL, C és colesterol total, T són triglicèrids i k és 0,20 si les quantitats es mesuren en mg/dL i 0,45 si és en mmol/L.